# Ivan Grohar
Ivan Grohar (Spodnja Sorica na Železniki, 15. lipnja 1867. – Ljubljana, 19. travnja 1911.), slovenski slikar.
Jedan je od osnivača slovenskog impresionizma. U početku je pod utjecajem  G. Segantinija, a dalje se razvijao u suradnji s R. Jakopičem, vođom umjetničke grupe, koja je od 1902. – 1906. godine radila u Škofjoj Loki. 
Izlagao je u Beču, Beogradu, Londonu, Sofiji, Zagrebu i Rimu.

## Djela
- "Proljeće",
- "Škofja Loka u snijegu",
- "Jabuka u cvatu",
- "Sijač",
- "Autoportret".